# Ruth Lommel

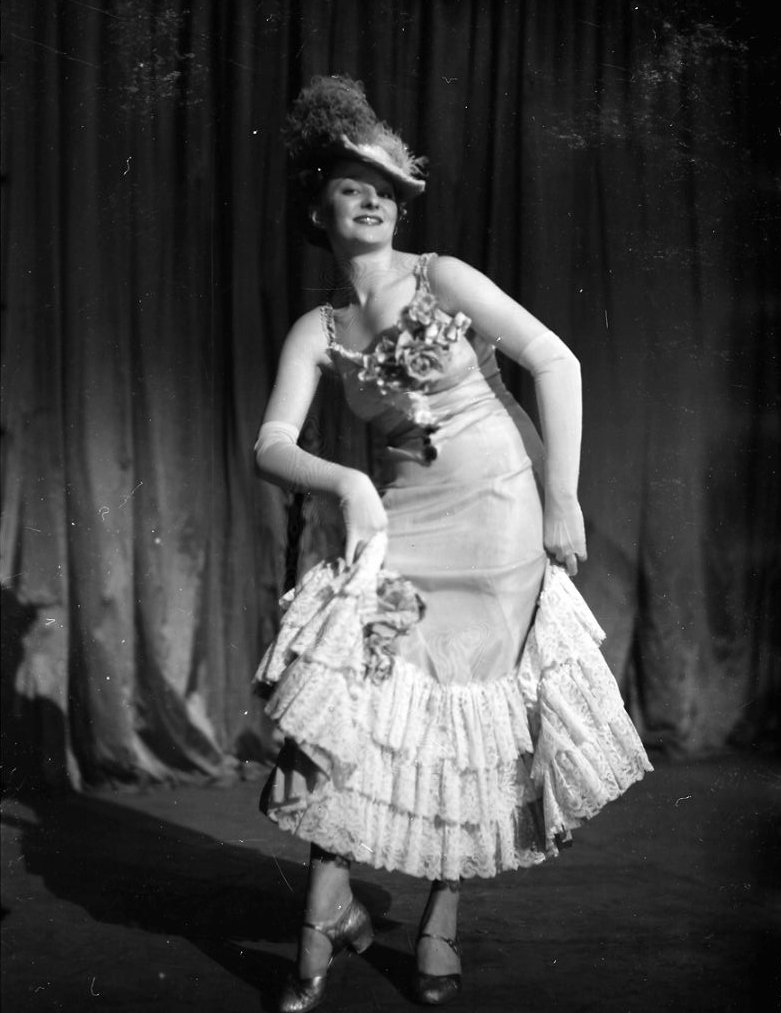
Ruth Lommel im Kabarett der Komiker, 1937

Ruth Vorster-Lommel (* 6. Mai 1918 in Breslau; † 22. Juni 2012 in Mönchengladbach) war eine deutsche Schauspielerin. Sie ist die Tochter von Ludwig Manfred Lommel und die Schwester von Ulli sowie Manuel Lommel. Sie war mit dem Industriellen, Rennfahrer und Grenzlandring-Rennsport-Organisator Emil Vorster aus Rheydt von 1956 bis zu dessen Tod 1976 verheiratet.

## Leben und Werk
Ruth Lommel absolvierte ihren Schauspielunterricht bei Eleonore Ehm und startete anschließend ihre Laufbahn als Darstellerin an Berliner Kabaretts und Varietées. Als Schauspielerin debütierte sie 1939 vor einer Filmkamera in Hubert Marischkas Drunter und drüber und avancierte zu einer gefragten Darstellerin, die bis zum Ende des Zweiten Weltkrieges in diversen namhaften Produktionen mitwirkte, wie beispielsweise in Die schwedische Nachtigall und Meine Freundin Josefine.
Nach Kriegsende setzte sie ihre Filmlaufbahn bis Ende der 1950er-Jahre fort, bis sie sich schließlich ins Privatleben zurückzog.
Ruth Lommel wurde am 29. Juni 2012 auf dem Nordfriedhof in Mönchengladbach-Rheydt beerdigt.

## Filmografie
- 1939: Drunter und drüber
- 1940: Achtung! Feind hört mit!
- 1940: Herz – modern möbliert
- 1941: Leichte Muse
- 1941: … reitet für Deutschland
- 1941: Die schwedische Nachtigall
- 1941: Ehe man Ehemann wird
- 1942: Das große Spiel
- 1942: Meine Freundin Josefine
- 1943: Leichtes Blut
- 1943: Liebeskomödie
- 1943: Ich werde dich auf Händen tragen
- 1943: Herr Sanders lebt gefährlich
- 1943: Ich hab’ von dir geträumt
- 1944: Der Mann, dem man den Namen stahl
- 1945: Meine Herren Söhne
- 1948: Die seltsamen Abenteuer des Herrn Fridolin B.
- 1949: Hafenmelodie
- 1950: Blauer Dunst
- 1950: Wenn Männer schwindeln
- 1950: Das kalte Herz
- 1952: Heimatglocken
- 1953: Die Mühle im Schwarzwäldertal
- 1953: Hurra – ein Junge!
- 1955: Die Mädels vom Immenhof
- 1956: Zwei Bayern in St. Pauli
- 1957: Die fidelen Detektive
- 1957: Jägerblut
- 1958: Der Maulkorb